# Rise of Flight
Rise of Flight: The First Great Air War es un simulador de vuelo de combate ambientado en la Primera Guerra Mundial, desarrollado por Neoqb y distribuido por Aerosoft. Se lanzó por primera vez el 7 de mayo de 2009 para Microsoft Windows. Después de su lanzamiento, pasó a manos de la desarrolladora 777 Studios.
El 29 de junio de 2010 777 Studios lanzó la versión mejorada llamada Rise of Flight: Iron Cross Edition (abreviado como RoF ICE), que contiene cuatro aviones más de los que traía la versión original del simulador entre otras mejoras, además la versión en caja física contiene (aparte del manual de vuelo simplificado) el mapa del Frente occidental, póster con los premios trofeos y medallas, guía de controles y póster de los consejos de combate aéreo "Dicta Boelcke". Todo esto también se incluye en formato PDF en el disco.

## Jugabilidad
Rise of Flight es un simulador de vuelo que representa la guerra aérea en el frente occidental durante la Primera Guerra Mundial. La línea de tiempo de Rise of Flight cubre 1916 a 1918. Los mapas incluidos abarcan más de 120.000 km² del frente occidental.
- Frente Occidental: Este es el mapa de tamaño completo que viene con el juego, que representa las líneas del frente en el noreste de Francia en 1918. Este mapa está disponible en tres variantes estacionales: verano, otoño e invierno.
- Verdún: Este mapa es una versión reducida del mapa del Frente Occidental, que representa las líneas del frente en los alrededores de la ciudad de Verdún. Este mapa está disponible en tres variantes estacionales: verano, otoño e invierno.
- Lago: Este es un mapa ficticio, que cuenta con un lago en el medio del terreno. Este mapa está disponible en tres variantes estacionales: verano, otoño e invierno.
- Inspiration Island: Un pequeño conjunto de islas ficticias.

Los tres últimos mapas son pequeños, por lo que consumen menos recursos que el mapa grande e incrementan el rendimiento.
La versión de demostración (demo) ofrece dos aviones (Albatros D.Va y SPAD 13.C1), con la posibilidad de comprar más aeronaves complementarias en línea. Cada aeroplano y la simulación de su respectivo motor, físicas de vuelo y armas están recreados con detalle. La aeronave se daña como resultado del estrés estructural, daños en combate, fuego y colisiones. El daño progresivo se sucede a lo largo del vuelo, por ejemplo si se rompe un montante del ala, esta no terminará de romperse hasta pasado un tiempo, por exceso de velocidad o recibiendo un esfuerzo estructural excesivo. En algunos casos los pilotos experimentados pueden aterrizar sin morir.
El mapa contiene muchos pueblos, ríos y aeródromos, y fue diseñado de acuerdo a los mapas históricos e información de los años de la guerra de 1914-1918. El simulador cuenta con varios modos de juego: Misión rápida, misiones individuales, campaña, carrera, y multijugador.
El juego cuenta con aviones tanto de los Aliados de la Primera Guerra Mundial como de las potencias centrales. Los usuarios pueden crear sus propias misiones con el editor de misiones.

### Modos de juego
Misión rápida: Crear y poner en marcha una amplia gama de situaciones de combate personalizadas con el generador de misiones intuitivo, potente y rápido, que permite estar en el aire y luchar en cuestión de segundos. Permite seleccionar de forma sencilla e intuitiva la estación meteorológica, la hora, las condiciones meteorológicas, el tipo y configuración de los aviones, su altura y posición, unidades terrestres enemigas y tipo de enfrentamiento:
- Duelo: El jugador se enfrenta a un único avión rival`, que irá reapareciendo ilimitadamente tras cada derribo.

- Escaramuza: Se pueden configurar tres formaciones de hasta cinco aeroplanos cada una para ambos bandos, por lo tanto un máximo de 15 aviones por bando y 30 aviones combatiendo en total.

- Supervivencia: El jugador puede elegir de 1 a 5 oleadas en las que se luchará contra un avión enemigo, que se multiplicará cuando vengan más oleadas. Una vez superado el número de oleadas no aparecerá ningún otro rival.

Misiones: Escoger una misión ya programada según el tipo de avión o escenario.
Campañas:
- Campaña Americana "Hat In The Ring": En esta campaña se pilota el Nieuport 28.C1 y el SPAD S.XIII y contiene dieciséis misiones históricas basada en las hazañas del 94.º escuadrón aéreo del servicio aéreo del ejército de los Estados Unidos (94th Aero Squadron of the United States Army Air Service).
- Campaña de entrenamiento: Esta campaña está diseñada para familiarizarse con las características de juego que se pueden encontrar en Rise of Flight. Con escenas narradas por un Eddie Rickenbacker digital, el jugador aprenderá los fundamentos del vuelo, cómo atacar globos y objetivos en tierra, y cómo luchar contra un avión enemigo, mientras pilota un SPAD S.XIII. En total, la campaña está compuesta por seis misiones acompañadas con animaciones de dos y tres dimensiones.
- Campaña alemana "Du Doch Nicht": Se vuela el Fokker D.VII, contiene diez misiones históricas basadas en las experiencias del as alemán Ernst Udet.

Carrera: Vuela como piloto de caza en un escuadrón durante la Gran Guerra. Vuela misiones de combate en el frente occidental y ganar medallas y ganar rango. Vuelo escolta, ataque a tierra, barridos de combate y misiones de barrido de globos. Sobrevive a hordas de aviones enemigos y fuego antiaéreo mortal y vive para luchar otro día. Conviértete en un as y un héroe, ya sea para la Triple Entente Potencias Centrales.
Multijugador: Vuela con o contra tus amigos y participar en brutal combate aéreo en línea. Hay tres modos en línea: Cooperativa, Partido muerte por equipos y Capture the Flag. Un menú de ubicación de servidor se incluye. No hay necesidad de utilidades de terceras partes para encontrar una partida multijugador. Se muestra quién está en el servidor, la configuración del servidor, la descripción de la misión y la rotación de mapa antes de unirse.

### Aviones
Se listan a continuación los aparatos manejables que contiene la edición Iron Cross Edition. La versión original sólo posee cuatro de ellos, pero los demás pueden añadirse como expansiones.
- SPAD 13.C1
- Fokker D.VII
- Albatros D.Va
- Albatros D.II (según el distribuidor)
- Nieuport 28
- Royal Aircraft Factory S.E.5a
- Pfalz D.IIIa
- Sopwith Camel
- Fokker Dr.I

Otras aeronaves disponibles en la tienda en línea:
- Airco DH.2
- Airco DH.4
- Albatros D.III
- Brandenburg W12
- Breguet 14
- Bristol F2B
- DFW C.V
- F.E 2b
- Felixtowe F.2A
- Fokker D.VIIF
- Fokker D.VIII
- Fokker Dr.1
- Fokker E.III
- Gotha G.V
- Halberstadt CL.II
- Halberstadt D.II
- Handley Page 0-400
- Hanriot HD.1
- ILya Muromets
- Nieuport 11.C1
- Nieuport 17.C1
- Nieuport 17.C1 GBR
- Pfalz D.XII
- R.E.8
- Roland C.IIa
- Sopwith Dolphin
- Sopwith Pup
- Sopwith Strutter
- Sopwith Triplane
- SPAD 7.C1

### Inteligencia artificial
El nivel de inteligencia artificial de los pilotos del Personaje no jugador de Rise of Flight se basa en métodos de toma de decisiones no lineales, por lo que las situaciones de juego son menos previsibles para el jugador. Esto significa que hay una diferencia en la habilidad de volar entre el principiante piloto y para que un piloto veterano o Ace. Un sistema de disparo permite misiones de diseño donde los pilotos IA operan de forma independiente, o pueden ser instruidos para seguir escenarios predefinidos

### Estadísticas de personales y el sistema de premios
Un sistema de registro permite la creación de estadísticas para todos los jugadores. Las estadísticas pueden ser muy detalladas y también se refieren al rol del jugador (por ejemplo, piloto de combate. Rise of Flight cuenta con un sistema flexible de opciones de dificultad y personalizaciones, y un sistema de premios está ligado a estas opciones. Así, si el usuario está jugando el modo fácil, él o ella recibirá menos puntos que el mismo usuario jugando en el modo difícil. Esto proporciona un estímulo adicional para ayudarle a mejorar sus habilidades, con la posibilidad también de ganar medallas y premios que mucho más rápido.

### Conexión offline
El modo Login Offline permite a los jugadores jugar sin conexión a Internet después de haber conectado en línea y sincronizar su perfil a través de 'línea Iniciar sesión "al menos una vez. El juego en el modo offline está restringido a ciertos modos de juego de un solo jugador: modo Misión rápido y modo Campaña.

### Contenido de juego
El contenido se actualiza y amplía con los archivos de actualización y parches que se descargan a través de la puesta en marcha la interfaz del juego. Los jugadores también pueden comprar abinas en la tienda Studios 777 para pilotar más aviones que hasta entonces solo podían ser manejados por la IA. Además, una serie de mejoras en los aviones y piloto puede comprar, incluyendo mods de campo (como gunsights y calibres), mods de armas, pistolas, bufandas y banderines del ala.

### Controles
Rise of Flight cuenta con 14 configuraciones diferentes de complejidad que pueden ser configurados por un jugador. El juego es compatible con la mayoría de los joysticks, pedales, TrackIR etc.

## Extrapolaciones a otros simuladores de vuelo
Rise of Flight no tiene todavía ninguna secuela, ni se ha convertido aún en una serie o franquicia de videojuegos. Sin embargo su motor de juego ha sido utilizado para la concepción de otro simulador de combate aéreo, aunque esta vez ambientado en la Segunda Guerra Mundial: IL-2 Sturmovik: Battle of Stalingrad, lanzado en noviembre de 2013 y que junto con otros simuladores (o «módulos») que siguieron forma desde 2017 la serie IL-2 Sturmovik: Great Battles. Es de notar que uno de los módulos de la serie Great Battles es precisamente un simulador de vuelo de Primera Guerra Mundial titulado Flying Circus.